# Mercedes-Benz C178
La Mercedes-Benz C178 è la terza generazione della Mercedes-Benz Classe CLA (o più semplicemente CLA), un'autovettura berlina sportiva di fascia media, prodotta a partire dal 2025 dalla casa automobilistica tedesca Mercedes-Benz.

## Profilo e caratteristiche

### Debutto

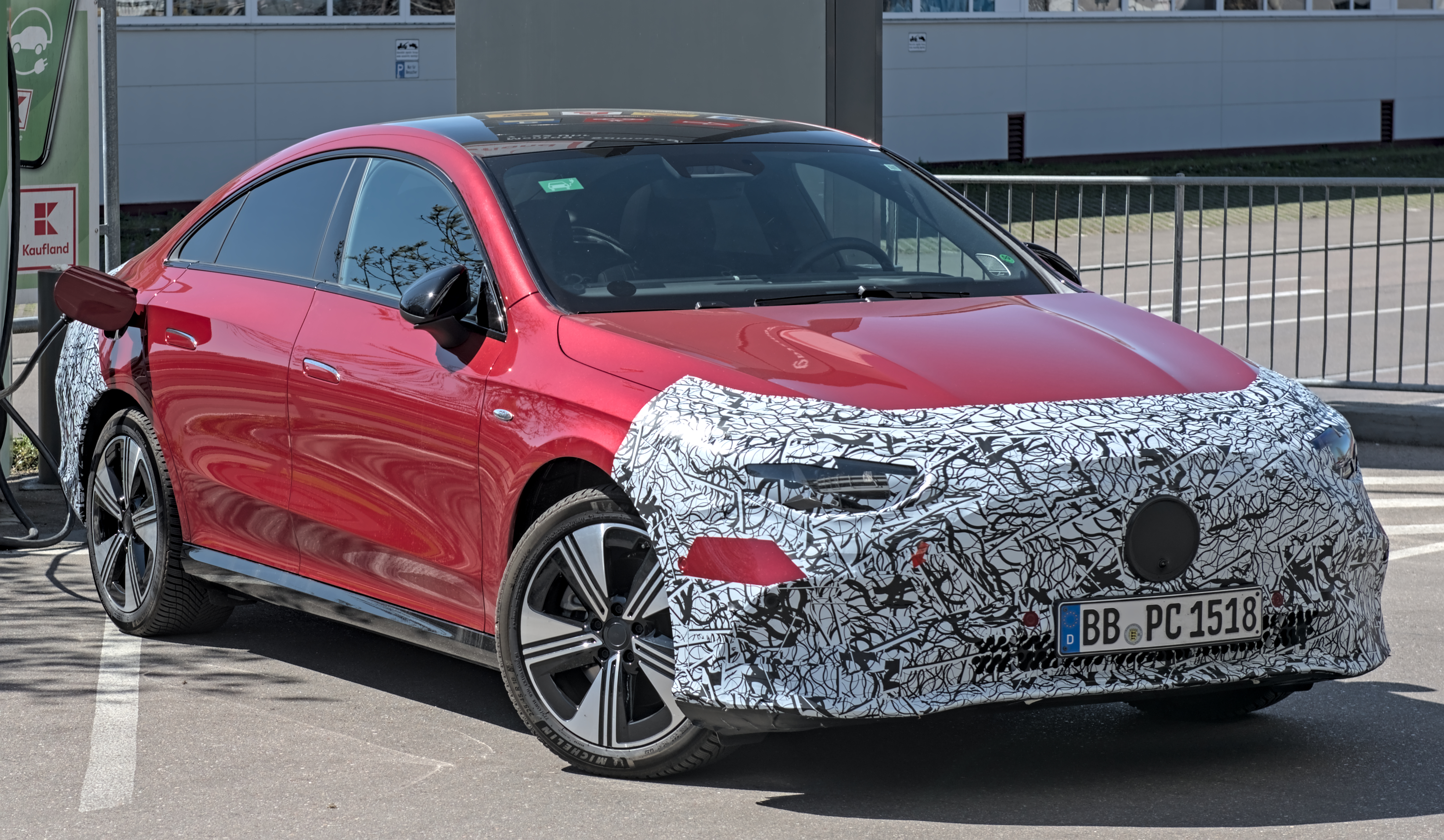
Muletto preserie

La vettura è stata presentata in anteprima il 13 marzo 2025 inizialmente nella versione berlina. 

### Caratteristiche
Nata per sostituire il precedente modello, noto anche con la sigla C118, la nuova generazione della berlina profilata tedesca mantiene l'impostazione della carrozzeria, assai affinata dal punto di vista aerodinamico.

CLA L a passo lungo

La vettura è basata sulla piattaforma di nuova concezione MMA (Mercedes Modular Architecture) ed è inizialmente proposta sia in versione puramente elettrica (con potenze di 272 cavalli per la versione a trazione posteriore, con autonomia dichiarata compresa tra i 694 e i 792 km, e di 354 cavalli per la versione a trazione integrale, con autonomia dichiarata compresa tra i 672 e i 771 km), sia in versione ibrida leggera, basata su un nuovo motore a benzina 4 cilindri da 1.5 litri (in luogo al precedente 4 cilindri da 1.3 litri).
La versione termica è declinata in tre varianti di potenza (136, 163 e 190 cavalli). Le motorizzazioni sono sovralimentate mediante turbocompressore e con alimentazione a iniezione diretta. L'unica variante di trasmissione prevista al lancio è un cambio a doppia frizione a 8 rapporti. Almeno al debutto non è prevista una variante con motore a gasolio.